# Koszary Racławickie
Koszary Racławickie – element umocnień Twierdzy Toruń, położony przy ul. Bulwar Filadelfijski 18.

## Historia
Koszary powstały w latach 1820–1822, w pierwszym etapie budowy Twierdzy Toruń, na miejscu wyburzonego w 1656 kościoła św. Ducha i klasztoru benedyktynek.
W okresie międzywojennym koszary służyły instytucjom związanym z marynarką wojenną. Od 18 stycznia 1920 roku do końca miesiąca tutaj stacjonował I Batalion Morski, którego podziały zajmowały kolejne miasta i porty Pomorza przydzielone Polsce na mocy Traktatu Wersalskiego. Od lutego do czerwca 1920 roku skoszarowana była tu Kadra Marynarki Wojennej, składająca się z 3 kompanii, która następnie sformowała II Morski Batalion i wyruszyła na front wojny polsko-bolszewickiej. Od września 1920 roku w koszarach mieściły się koszary i dowództwo Flotylli Wiślanej, aż do jej likwidacji w 1925 roku. W latach 1925–1938 mieściły Oficerską Szkołę Marynarki Wojennej (od 1928 roku pod nazwą Szkoła Podchorążych Marynarki Wojennej). W budynku mieścił się internat szkoły (drugie i trzecie piętro), czytelnia z biblioteką, kuchnia, jadalnia, areszt, warsztaty szewski i krawiecki, świetlica, gabinet komendanta oraz mieszkania obsługi szkoły. Sale wykładowe, gabinety naukowe, sala gimnastyczna i gabinet dyrektora nauk znalazły się w byłej Wozowni Artyleryjskiej, dziś nieistniejącej (w jej miejscu jest zjazd z mostu, tzw. Ślimak Getyński).
W latach 1957–1993 roku w budynku znajdował się internat Zespołu Szkół Budowlanych. W 1999 roku budynek przejęło miasto. W 2001 roku budynek został zaadaptowany na hotel „Bulwar”.
Obiekt wpisany jest do gminnej ewidencji zabytków (nr 361).